# Usharia denticulata
Usharia denticulata är en insektsart som beskrevs av Zhang och Qin 2005. Usharia denticulata ingår i släktet Usharia och familjen dvärgstritar. Inga underarter finns listade i Catalogue of Life.